# Cát Linh (métro de Hanoï)
Cát Linh est une station terminus de la ligne 2A du métro de Hanoï. Elle est située dans le quartier Quốc Tử Giám du district de Dong Da à Hanoï au Viêt Nam.
Elle est mise en service, comme la ligne, en 2021. Future station de correspondance avec la ligne 3 dont l'ouverture est prévue en 2023.

## Situation sur le réseau

Plan de la ligne 2A.

Établie en position surélevée par rapport au sol, la station terminus Cát Linh de la ligne 2A, est située avant la station La Thành, en direction du terminus Yên Nghĩa.

## Histoire
La station Cát Linh, après de nombreux retards de la construction de la ligne, est mise en service le 6 novembre 2021, lors de l'ouverture à l'exploitation de la ligne 2A du métro de Hanoï, entre Cát Linh et Yên Nghĩa.

## Services aux voyageurs

### Accès et accueil
La station est accessible, au niveau du sol, par des escaliers et des escaliers mécaniques et un ascenseur pour les personnes en situation de handicap. C'est au premier niveau que l'on trouve les bornes pour l'achat de titres de transports et les Portillon d'accès pour la validation des billets. Au deuxième niveau on accède deux quais latéraux par les mêmes moyens que pour l'accès au premier niveau.

Installations
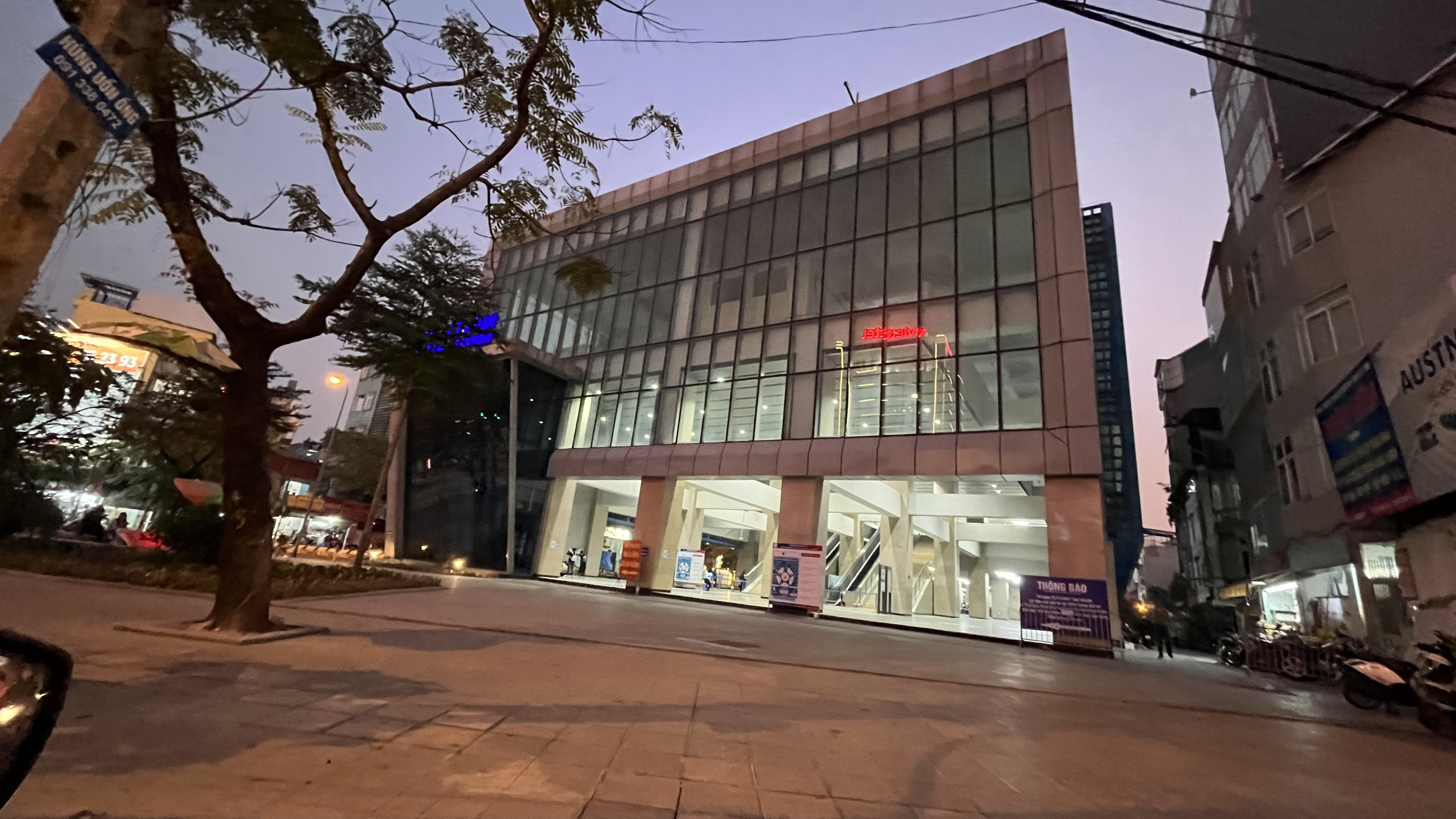
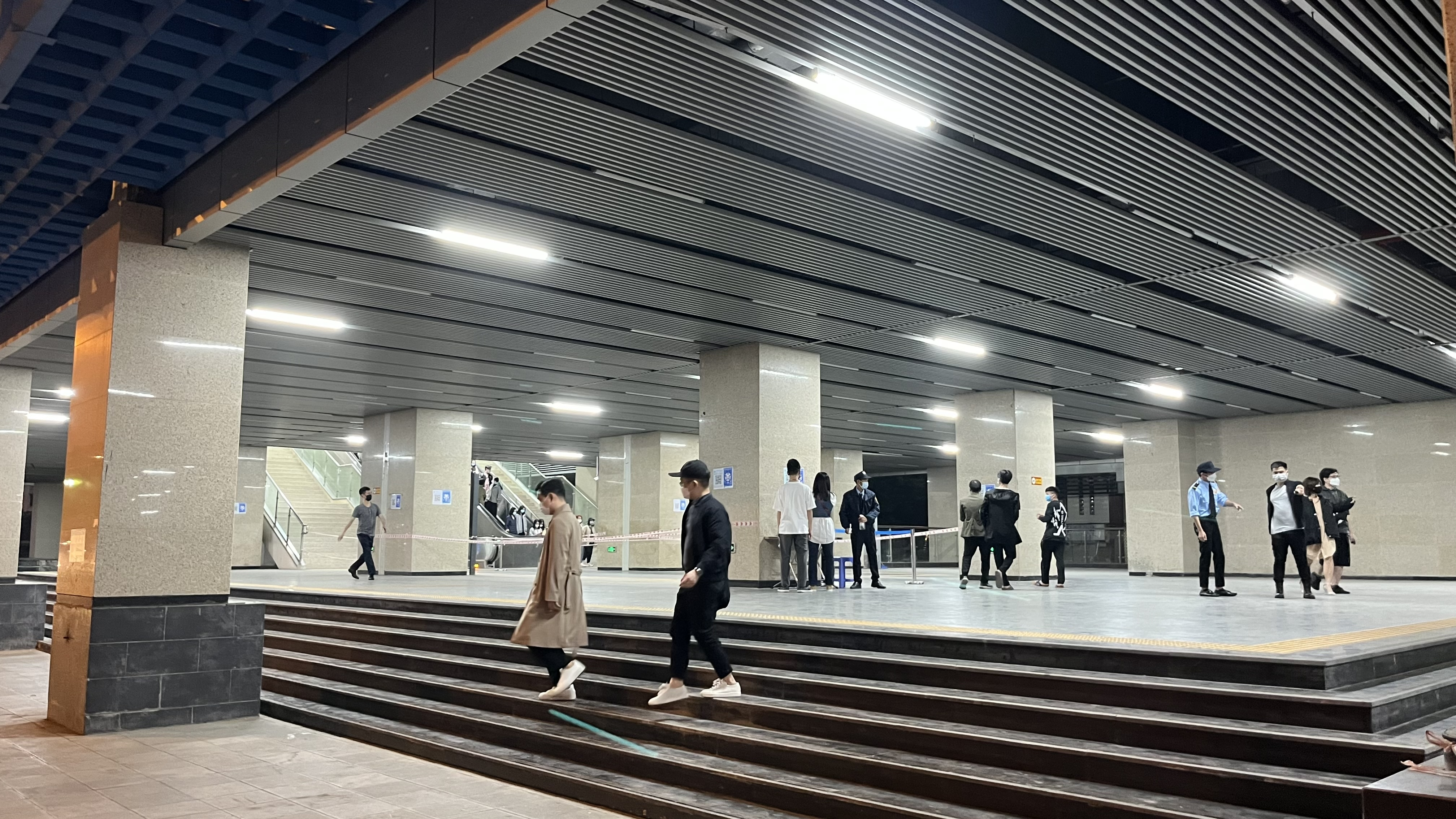
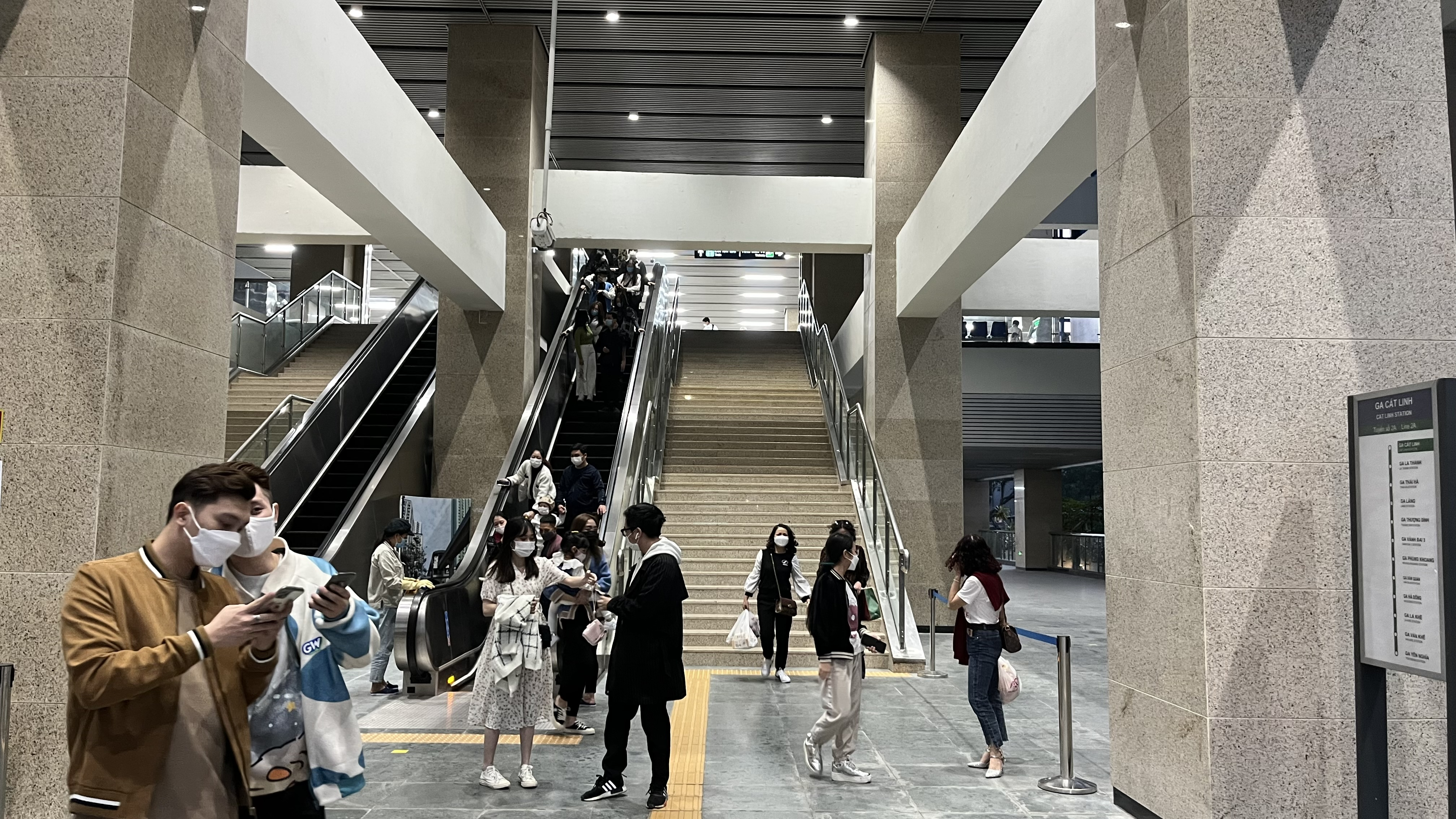

### Desserte
Le service de la ligne débute le matin à 5 h 30 et se termine le soir à 22 h 30. Durant les six premiers mois de l'exploitation les rames sont espacées de 10 minutes, après cette période de rodage, l'espacement entre les rames sera de 6 minutes en heure de pointe et de 10 minutes en temps normal. Le temps d'arrêt en station doit varier entre 25 et 50 secondes.

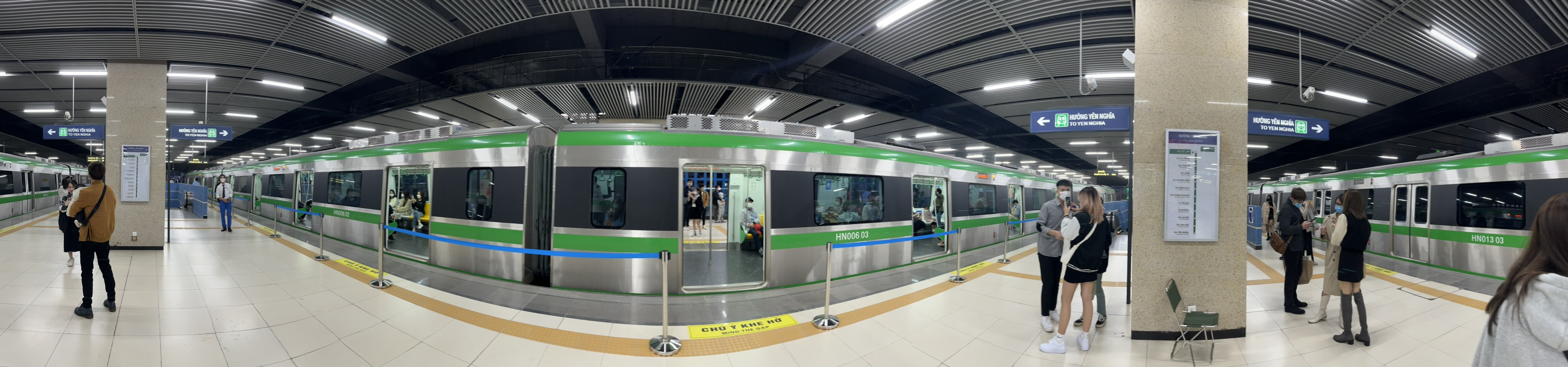
Panorama les 4 voies et 2 quais centraux.

### Intermodalité
La station est desservie par les bus de Hanoï des lignes 18, 23, 25, 50, 90, 60B, 99, 38, 22A, 49, 142, 143, 144, 145 et 146, ainsi que par le bus rapide TRB Hanoi. Des places de stationnement pour les véhicules des voyageurs, sont disponibles à proximité.

## Projets
La station de la ligne 3 a son ouverture prévue en 2023.